# Inchmahome Priory

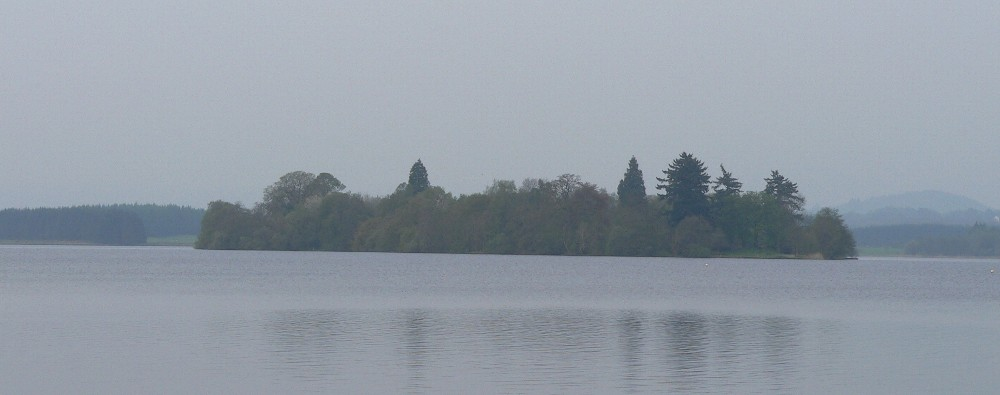
Het eiland Inchmahome.

Inchmahome Priory is (de ruïne van) een augustijner priorij uit de dertiende eeuw, gelegen op het eiland Inchmahome in Schotland.

## Geografie
Inchmahome ligt in het noordoosten van Lake of Menteith in de Schotse regio Perth and Kinross. Het is het grootste eiland in dit meer. Op het nabijgelegen eiland Inch Talla ligt het kasteel van Walter Comyn, de stichter van Inchmahome Priory.
De term Inchmahome is een verbastering van Innis MoCholmaig, hetgeen Eiland van Sint Colmaig betekent in het Gaelic.

## Geschiedenis

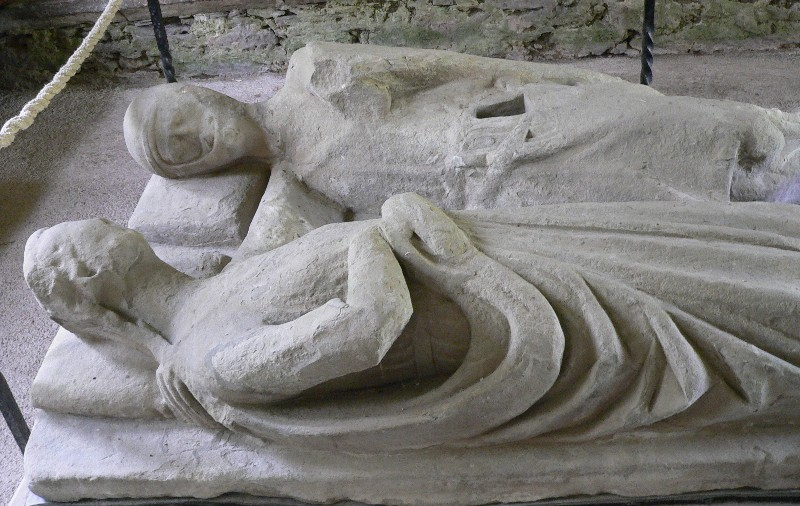
De gisant van Walter Stewart en zijn echtgenote Mary.

### Beheer en bewoners
In 1238 stichtte Walter Comyn, earl of Menteith, op Inchmahome een priorij. Vermoedelijk was er op dat moment al een kleine kerk op het eiland, mogelijk zelfs een Keltisch klooster. Augustijner kanunniken van Cambuskenneth Abbey vestigden zich in de nieuwe priorij. De stichting van de priorij werd goedgekeurd door Paus Gregorius IX.
Aanvankelijk was het beheer en besteding van de inkomsten een taak van een provoost, die aangesteld werd door de kerk. Dit werd rond 1525, mogelijk zelfs al eerder, echter veranderd. Vanaf die tijd stelde de koning een zogenaamde commendator aan. Deze lucratieve baan werd meestal gegeven aan gunstelingen van de koning. Al snel werd de functie van commendator van Inchmahome Priory een erfrecht van de familie Erskine.
Aan het begin van de zestiende eeuw waren er nog onveranderd, ongeveer twaalf kanunniken gevestigd in Inchmahome Priory. Tijdens de reformatie in de tweede helft van de zestiende eeuw raakte het klooster verlaten. Het gebouw bleef nog lange tijd in beheer van de familie Erskine.
De familie Erskine heeft het beheer van de ruïne op een gegeven moment in handen gegeven van de hertogen van Montrose. In 1926 gaf de toenmalige hertog Inchmahome Priory aan de staat.

### Bouw

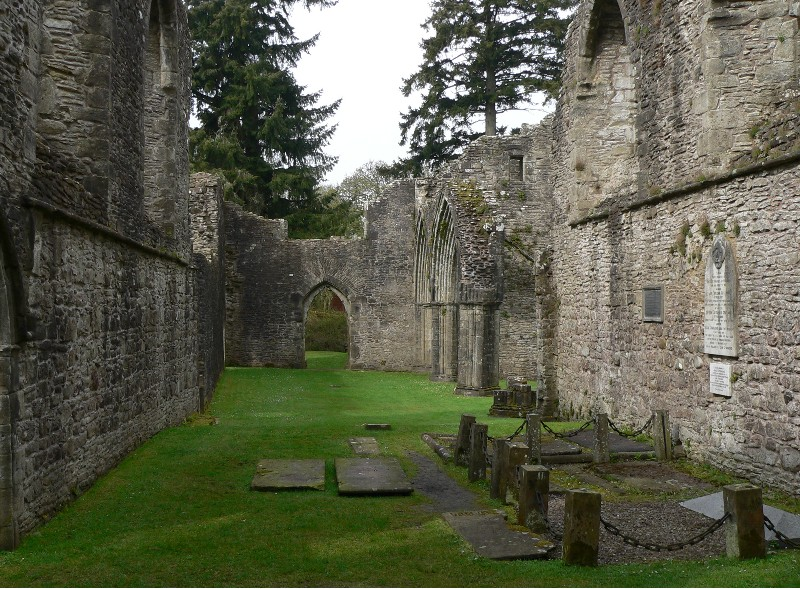
De binnenzijde van de kerk vanaf het oosten. De zuidelijke muur (aan de linkerzijde) maakt halverwege een lichte knik.

De kerk werd als eerste gebouwd in de dertiende eeuw. De andere gebouwen volgden later. Tijdens de bouwwerkzaamheden van de andere gebouwen werden er ook veranderingen gemaakt aan de kerk. Onder andere de zuidmuur van het schip werd aangepast en er werd in de noordwestelijke hoek van de kerk een toren gebouwd.
De kapittelzaal van het klooster werd in 1750 omgebouwd tot een mausoleum voor de familie Graham. Leden van die familie zijn later ook in de ruïne van de kerk begraven.

### Bezoekers
De priorij stond in het verleden in aanzien, mogelijk doordat hij relatief dicht in de buurt lag van Stirling. Dit wordt geïllustreerd door een aantal koningen en koninginnen die de priorij bezochten. Robert the Bruce bezocht de priorij voor het eerst in 1306. In datzelfde jaar doodde hij John Comyn, familie van de oorspronkelijke stichter van de priorij, en liet hij zich tot koning van Schotland kronen. Hij bezocht de priorij opnieuw in 1308 en 1310. Zijn zoon, Robert II van Schotland verbleef er in 1358.
Mary, Queen of Scots verbleef enkele weken in Inchmahome Priory in 1547. Ze was destijds pas vier jaar oud. Ze werd daar voor haar veiligheid naartoe gestuurd door haar moeder, na de Battle of Pinkie Cleugh, die door de Schotten verloren werd.

## Bouw

### Kerk

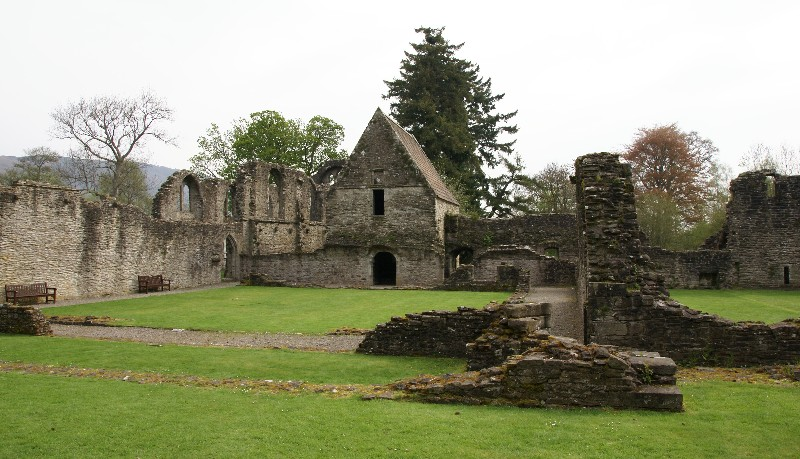
De kloostertuin vanaf het westen met in het midden van de foto de kapittelzaal en aan de linkerzijde de kerk.

De kerk heeft een bijna rechthoekige plattegrond en is oost-westelijk georiënteerd met de ingang aan de westzijde. Deze ingang lijkt architectonisch sterk op de ingang van Dunblane Cathedral. Sommigen nemen daarom ook wel aan dat dezelfde bouwers bij beide gebouwen betrokken zijn geweest. De zuidwand van het schip loopt met een knik; aan de westzijde is het schip breder dan aan de oostzijde. Dit is een gevolg van de eerder genoemde verbouwing. Alleen aan de noordzijde van het schip bevindt zich een zijbeuk. In de noordwestelijke hoek van de kerk staat een toren.
In het koor bevindt zich aan de zuidzijde een drietal zogenaamde sedilia. Dit zijn nissen in de muur die dienstdeden als zitplaatsen voor degene die de kerkdienst leidde en zijn assistenten. Verder oostelijk in de muur zit er een sacrarium. Aan de noordzijde van het koor bevond zich een aparte ruimte; de sacristie.

### Klooster
Het klooster bevond zich aan de zuidzijde van de kerk en had een vierkante plattegrond met in het centrum een tuin. De zuidmuur van de kerk was tegelijk de noordelijke muur van het klooster. De oostelijke vleugel van het klooster was langer dan de andere drie vleugels en stak daardoor een stukje naar het zuiden uit. Zoals gebruikelijk bevond de kapittelzaal zich dicht tegen de kerk aan, in de oostelijke vleugel. In het gedeelte dat uitsteekt bevonden zich het zogenaamde warming house; het enige vertrek van het klooster dat verwarmd werd, de keuken, en uiterst zuidelijk de toiletten. Op de eerste etage van de oostelijke vleugel waren de slaapzalen. De westelijk vleugel bevatte vermoedelijk de voorraadkamers en gastenvertrekken. In de zuidelijke vleugel was waarschijnlijk de eetzaal.
De oostelijke vleugel is het best bewaard gebleven van het klooster.

## Graven

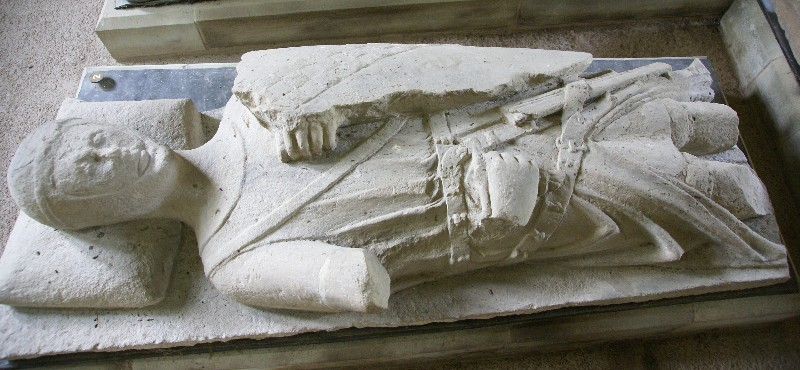
Een veertiende-eeuwse gisant, mogelijk van Sir John Menteith.

In de kapittelzaal, die later omgebouwd werd tot mausoleum, zijn alle bijzondere grafstenen die in en rondom de priorij gevonden zijn, ondergebracht. Hieronder meerdere grafstenen uit de dertiende en veertiende eeuw.
Onder de stenen bevindt zich een bijzondere gisant van Walter Stewart en zijn echtgenote Mary. Ze zijn naast elkaar afgebeeld, waarbij ze elkaar aankijken en omarmen. Walter Stewart vocht in 1263 mee in de Batlle of Largs en overleed in 1295. Een andere goed bewaarde steen is die van een veertiende-eeuwse ridder, mogelijk Sir John Menteith.

## Beheer
Inchmahome Priory wordt beheerd door Historic Scotland.

## Afbeeldingen

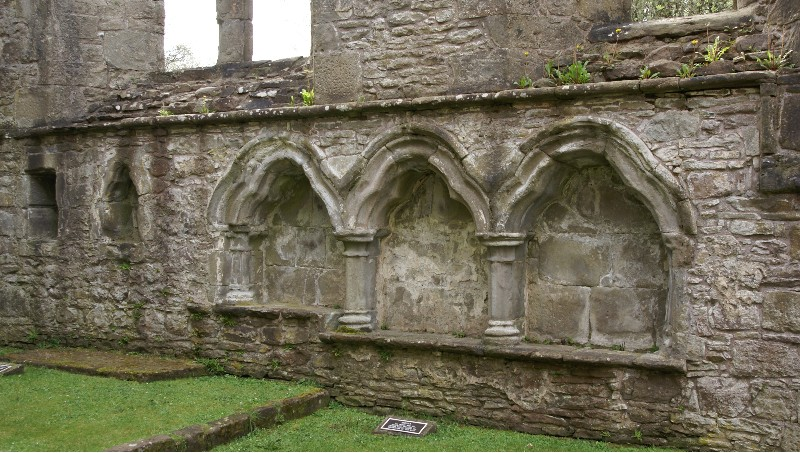
De sedilia in het koor van de kerk met aan de linkerzijde het sacrarium.
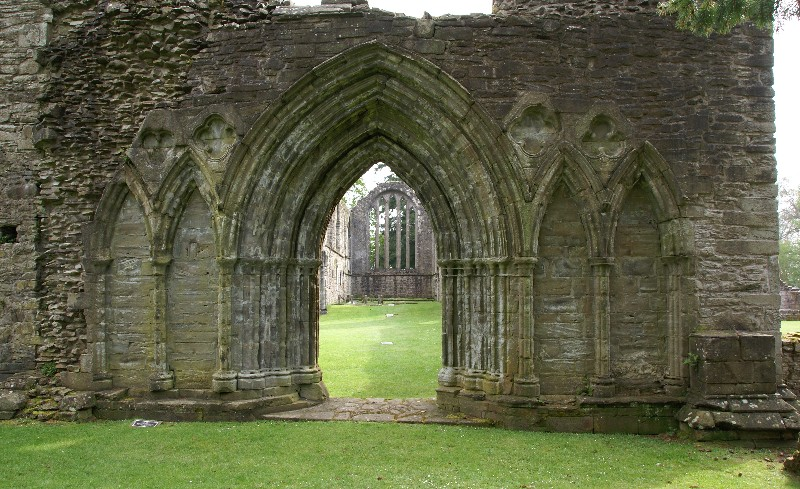
De westelijke voorgevel van de kerk.
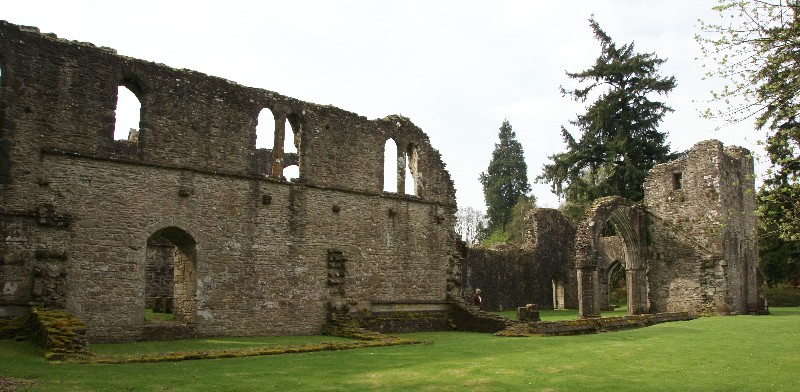
De noordzijde van de kerk. Aan de linkerzijde de deur die vanuit de kerk naar de sacristie leidde. Aan de rechterzijde de kerktoren.
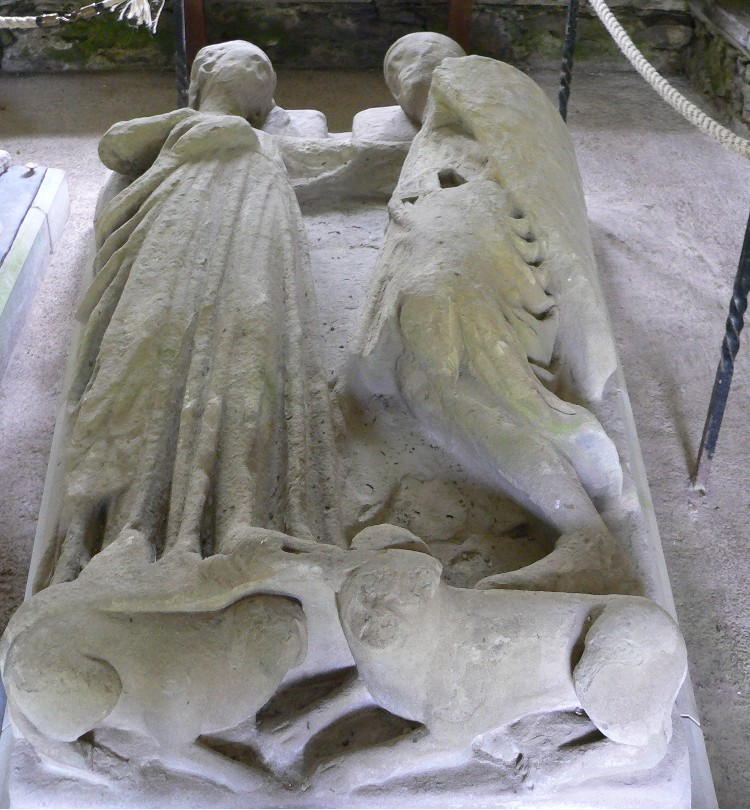
De gisant van Walter Stewart en zijn echtgenote Mary.